# Políticas baseadas em evidências
Política baseada em evidências, por vezes também chamada de políticas públicas baseadas em evidências, é um termo frequentemente aplicado em vários campos da política pública para se referir a situações em que as decisões políticas são informadas por evidências objetivas rigorosamente estabelecidas. Subjacente a muitos dos apelos à política baseada em evidências está uma preocupação com a fidelidade às boas práticas científicas, refletindo a crença de que os objetivos sociais são melhor atendidos quando as evidências científicas são usadas de maneira rigorosa e abrangente para informar decisões. A mudança para uma política baseada em evidências tem suas raízes no movimento maior em direção à prática baseada em evidências.
Alguns promoveram tipos específicos de evidência como sendo as “melhores” para os formuladores de políticas, incluindo estudos de avaliação cientificamente rigorosos, como ensaios clínicos randomizados (também conhecidos como ensaios controlados e por vezes também usado aleatório no lugar de randomizado) para identificar os melhores programas e práticas. Contudo, há debate sobre quais os métodos e instrumentos considerados críticos para a coleta de evidências relevantes, dado que algumas áreas do saber são menos propensos ao método de pesquisa quantitativa. Por exemplo, políticas preocupadas com direitos humanos ou justiça social podem exigir outras evidências para além daquelas possibilitadas pelos ensaios controlados randomizados. Também podem exigir raciocínio filosófico moral, para além das considerações quanto aos efeitos de intervenção (que os ensaios controlados randomizados são projetados principalmente para fornecer ). Bons dados, habilidades analíticas e apoio político ao uso de informações científicas, como tal, são tipicamente vistos como os elementos importantes de uma abordagem baseada em evidências.
Embora a política baseada em evidências possa ser rastreada até o século XIV, foi mais recentemente popularizada pelo governo Blair no Reino Unido o qual informou que desejava encerrar a tomada de decisões por razões ideológicas. Por exemplo, um documento oficial do governo do Reino Unido publicado em 1999 ("Modernizing Government") afirma que o governo deve "produzir políticas que realmente lidem com problemas, que sejam prospectivas e moldadas por evidências ao invés de uma resposta a pressões de curto-prazo. Ela deve atacar as causas e não os sintomas".
A política baseada em evidências está associada a Adrian Smith, que em seu discurso presidencial de 1996 à Royal Statistical Society, questionou o processo atual de formulação de políticas, instando uma abordagem mais baseada em evidências, as quais teriam “lições valiosas a oferecer”.
Alguns estudiosos de políticas evitam usar o termo política baseada em evidências, optando por outros, tal como evidências informadas. Essa mudança de linguagem visaria manter o desejo subjacente de melhorar as políticas públicas, fazendo uso de evidências com rigor e qualidade, porém evitando algumas das principais limitações ou idéias reducionistas às vezes vistas com a linguagem baseada em evidências. Ainda assim, o idioma da política baseada em evidências é amplamente usado e, como tal, pode ser interpretado para refletir um desejo de que as evidências sejam usadas adequadamente de uma maneira ou de outra - como por exemplo, visando garantir a consideração sistemática de evidências rigorosas e de alta qualidade ou evitando aplicações tendenciosas e errôneas de evidências para fins políticos.

## A Metodologia das políticas baseadas em evidências
Existem muitos métodos associados as políticas baseadas em evidências, mas todas compartilham as seguintes características:
- Testa uma teoria: busca determinar se uma política proposta é eficaz e quais são seus impactos
- Inclui um cenário contrafactual: o que teria ocorrido se a política não tivesse sido implementada?
- Incorpora algum tipo de medição de impacto
- Examina os efeitos diretos e indiretos que ocorreram por causa da política
- Busca separar as incertezas e controlar outras influências que podem ter algum efeito no resultado sem ter qualquer relação com a política proposta
- Deve ser possível que terceiros repliquem os testes feitos

A metodologia usada deve levar em conta relações de custo-benefício de modo a estimar qual seria o retorno líquido caso a política fosse implementada.
De modo geral é difícil quantificar grande parte dos efeitos e resultados de uma determinada política e, por isso, dificilmente se chega a valores específicos, de modo que muitas estimativas se limitam a dizer se os benefícios compensam ou não os custos.

## A coalizão de políticas baseadas em evidências
A Coalizão é uma organização sem fins lucrativos e apartidária, cuja missão é aumentar a eficácia do governo através do uso de evidências rigorosas sobre "o que funciona". Desde 2001, o trabalho da Coalizão com funcionários do Congresso e do Executivo dos EUA avançou reformas baseadas em evidências nas políticas sociais dos EUA. programas, que foram promulgados em leis e políticas. A Coalizão não tem afiliação com nenhum programa ou modelo de programa e não tem interesse financeiro nas idéias de políticas que apóia, permitindo que ela sirva como uma fonte objetiva e independente de conhecimento para os funcionários do governo em políticas baseadas em evidências.